# Mercedes-Benz X 253
| Sterne im Euro-NCAP-Crashtest (2015) | 5 Sterne im Euro-NCAP-Crashtest |

Der Mercedes-Benz GLC (interne Bezeichnung: X 253) ist ein Mittelklasse-SUV des deutschen Automobilherstellers Mercedes-Benz, der Ende September 2015 auf dem europäischen Markt in den Handel kam. Die Modellbezeichnung bezieht sich mit dem Buchstaben G auf die Mercedes-Benz G-Klasse als Urmodell. Mit dem Buchstaben L wurde historisch auf die Zugehörigkeit des Fahrzeugs zum Luxussegment hingewiesen, er dient aber heute lediglich noch als Verbindungselement zum dritten Buchstaben C, womit auf die Zugehörigkeit des GLC zur C-Klasse (Mercedes-Benz Baureihe 205) hingewiesen wird, mit der sich der GLC eine Plattform teilt.
Der GLC ist die zweite Generation dieser SUV-Reihe und löste den Mercedes-Benz GLK ab. Zum Marktstart wurden zunächst zwei 2,1-Liter-Dieselmotoren mit 125 (170) bis 150 kW (204 PS) und ein 2,0-Liter-Ottomotor mit 155 kW (211 PS) angeboten. Alle diese Fahrzeuge mit klassischen Verbrennungsmotoren verfügen über turboaufgeladene Motoren und, mit Ausnahme des GLC 300 (USA), über einen Allradantrieb. Der Einstiegspreis betrug 44.506 Euro für den GLC 250 4MATIC. Zudem gibt es mit dem GLC F-CELL ein Modell mit F-Cell-Antrieb, der Brennstoffzellentechnologie von Mercedes-Benz.
Im April 2015 wurde auf der Shanghai Auto Show die Designstudie des GLC-Coupés vorgestellt. Die Serienversion des Coupés wurde am 23. März 2016 auf der New York International Auto Show vorgestellt, im September 2016 kam diese Version als Serienfahrzeug auf den Markt.
Auf dem Genfer Auto-Salon im März 2019 präsentierte Mercedes-Benz eine überarbeitete Version des GLC.
Das Nachfolgemodell X 254 debütierte Anfang Juni 2022.

## Galerie

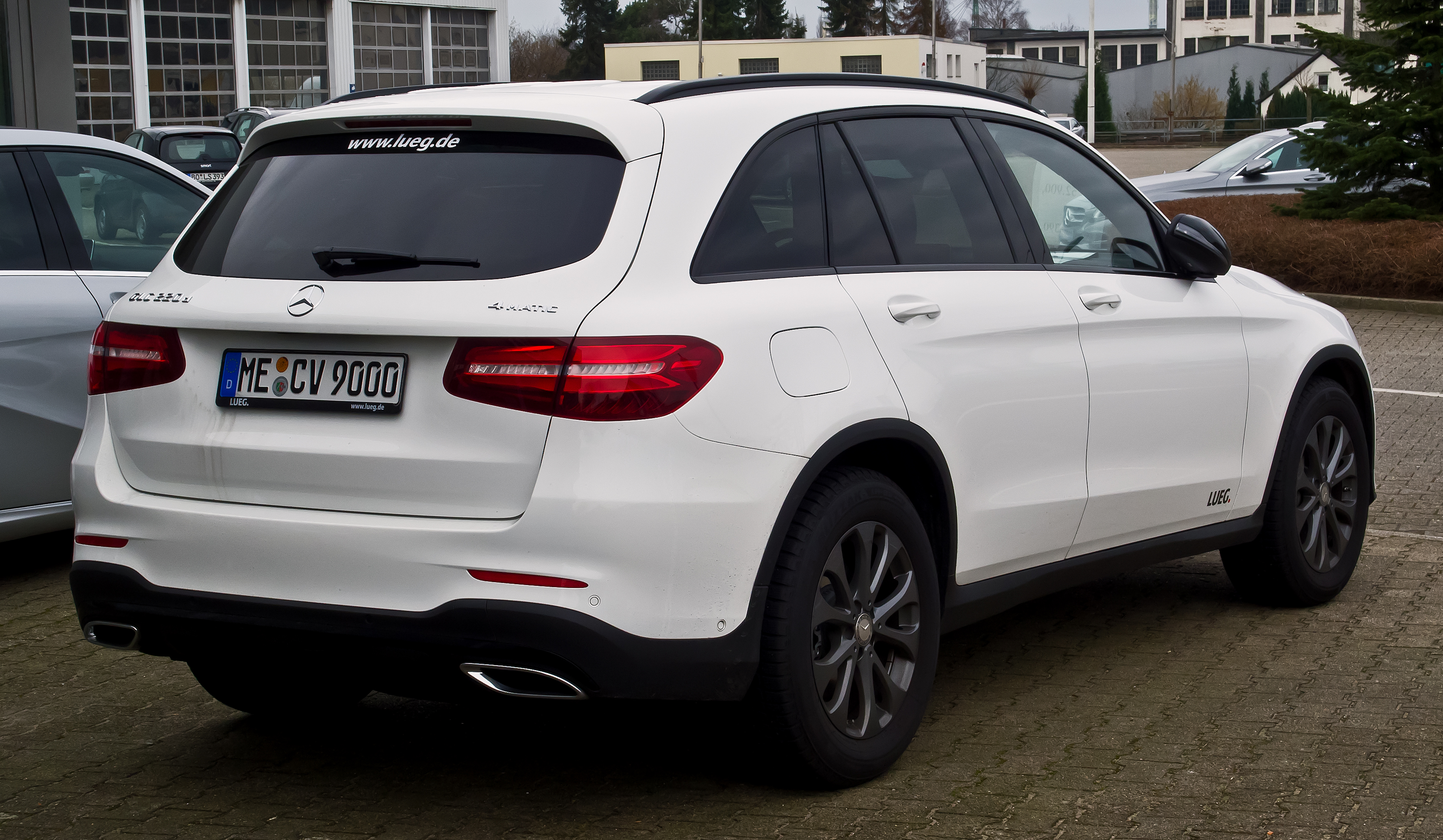
Heckansicht
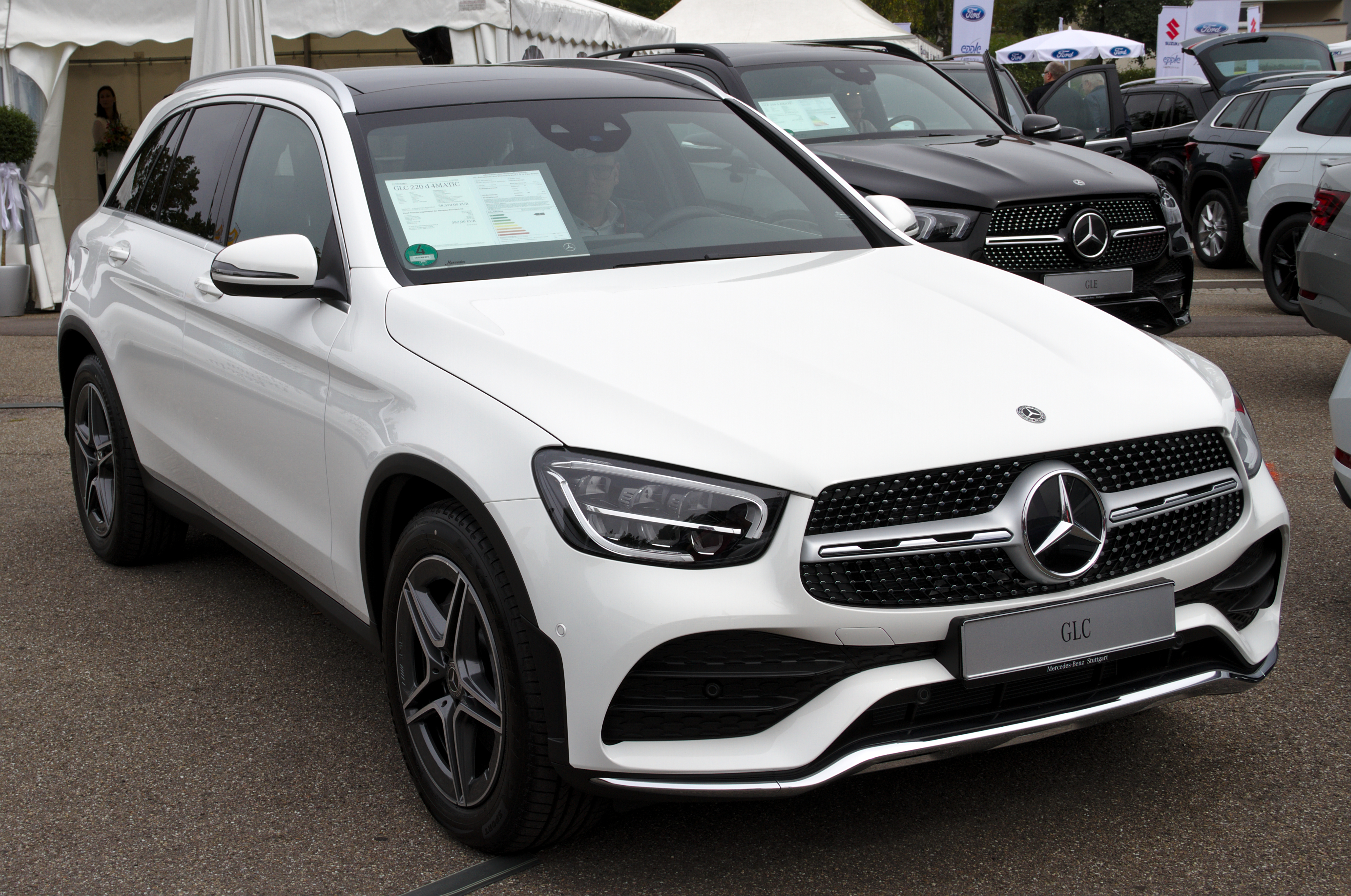
Mercedes-Benz GLC (2019–2022)
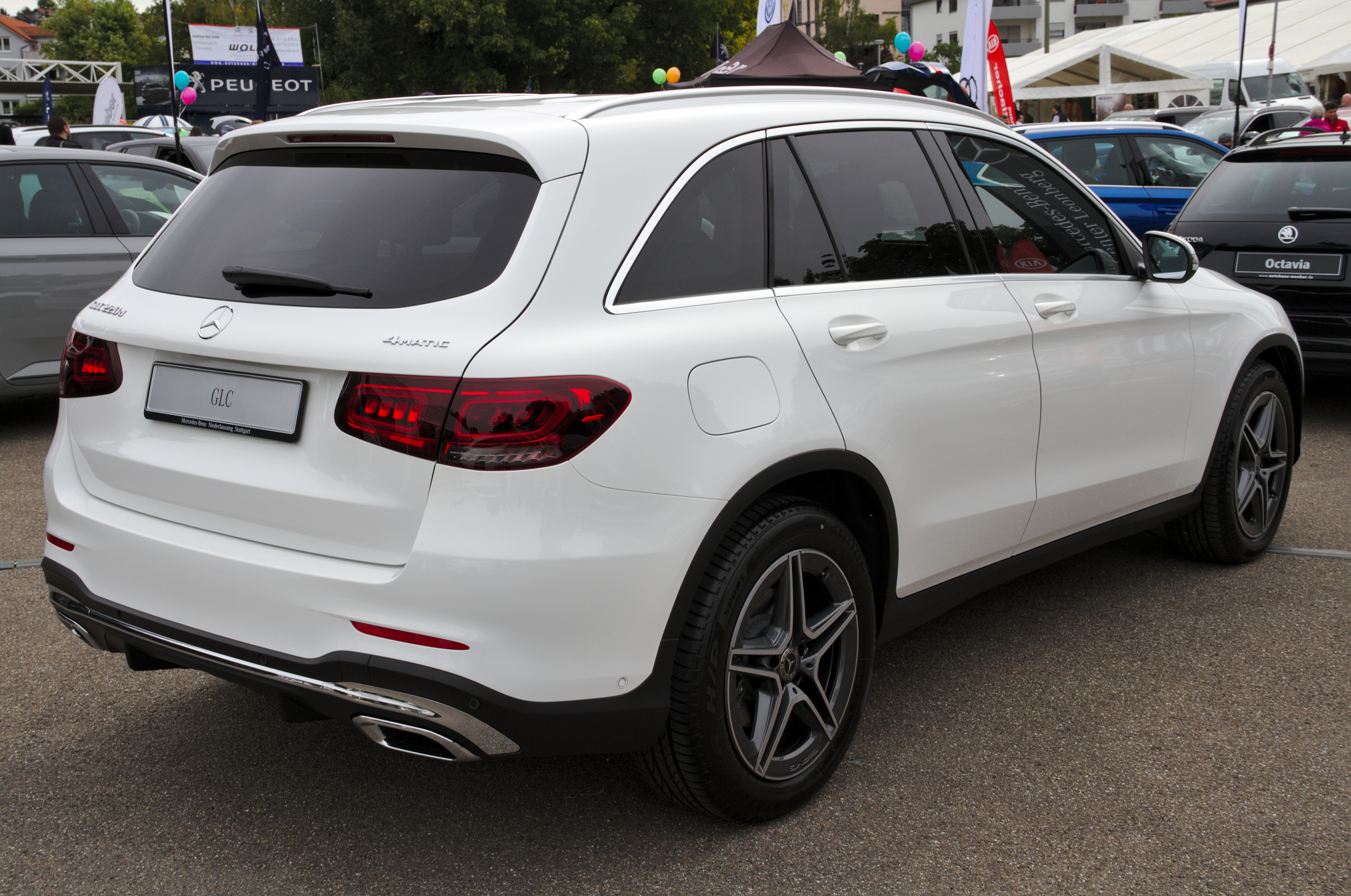
Heckansicht
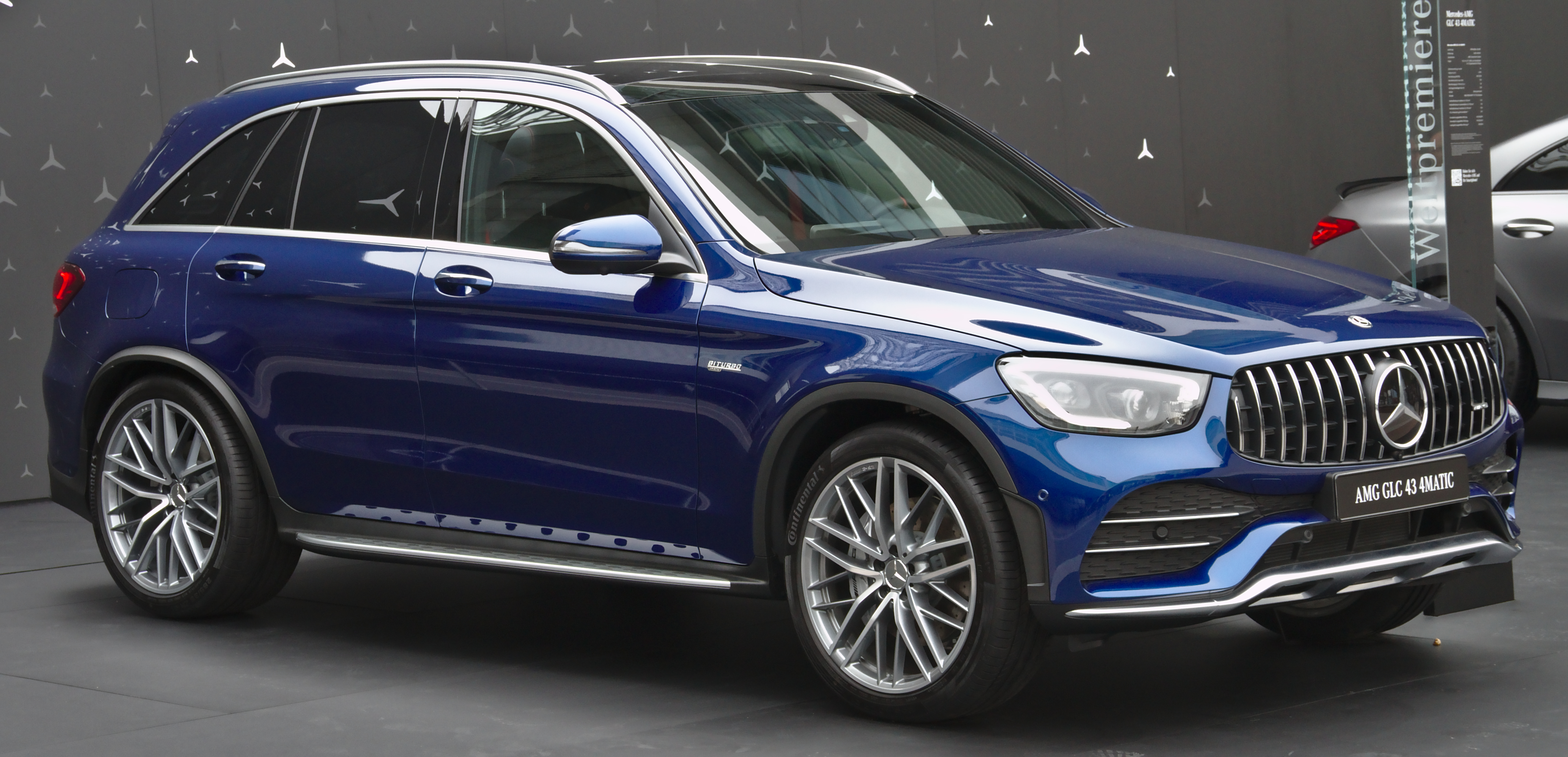
Mercedes-AMG GLC 43
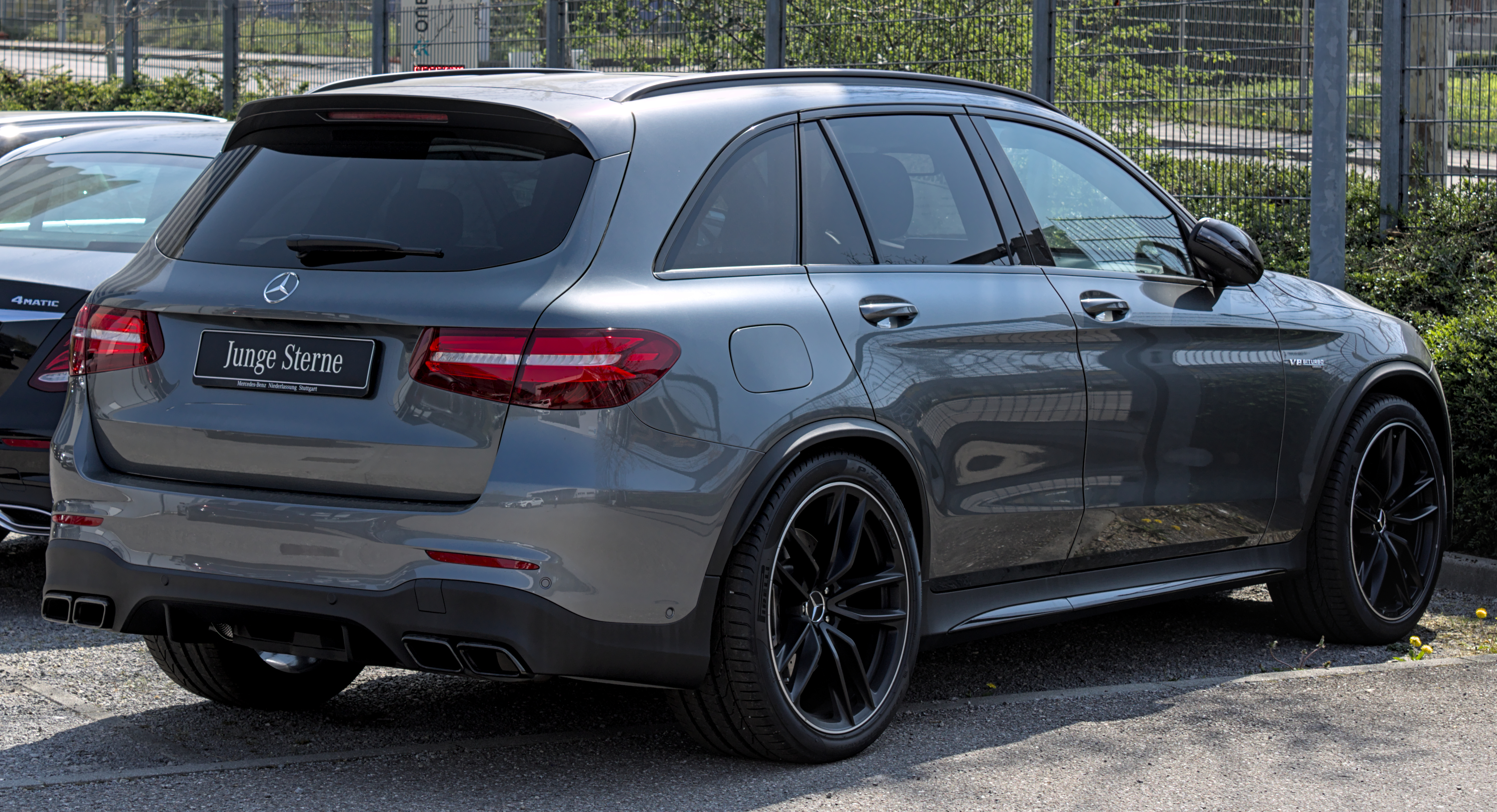
Mercedes-AMG GLC 63
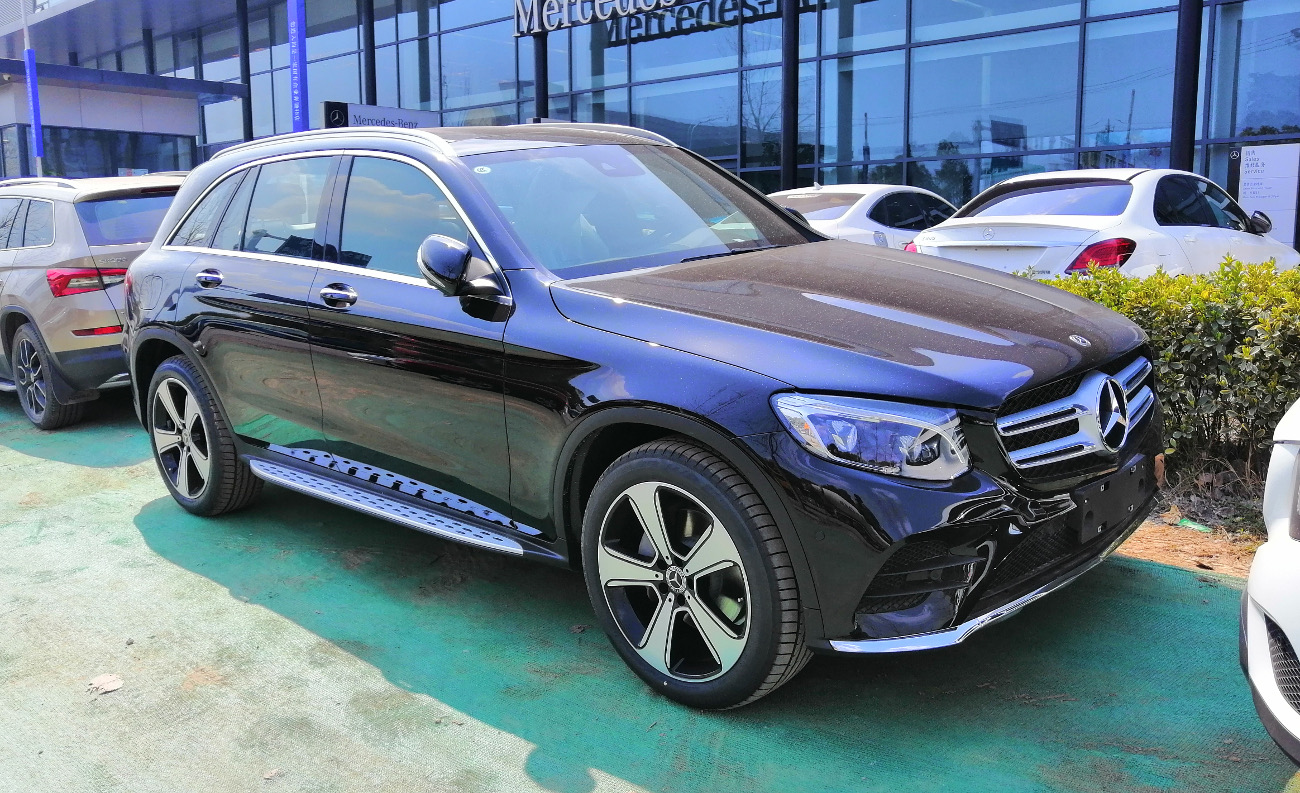
Mercedes-Benz GLC L
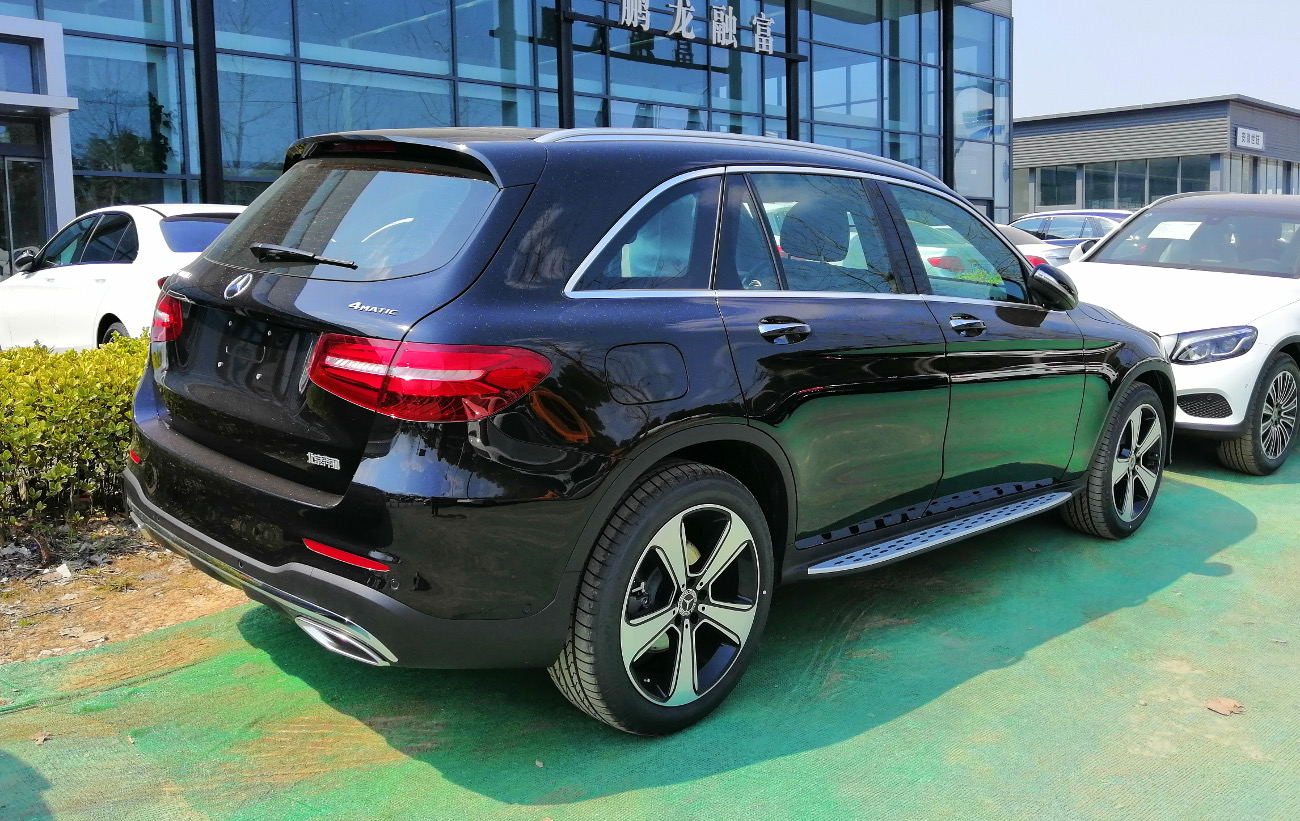
Mercedes-Benz GLC L

## Technische Daten
Der GLC wurde zunächst nur in drei Motorvarianten angeboten (250 4MATIC, 220 d 4MATIC und 250 d 4MATIC). Im April 2016 kamen der Mercedes-AMG GLC 43 4MATIC (270 kW/367 PS) und der Plug-in-Hybrid GLC 350 e 4MATIC (235 kW/320 PS) hinzu, mit Änderungsjahr 2016/2 auch der GLC 300 4MATIC und der GLC 350 d 4MATIC.
2017 ist Mercedes-AMG GLC 63 4MATIC (350 kW/476 PS) erschienen.

### F-Cell

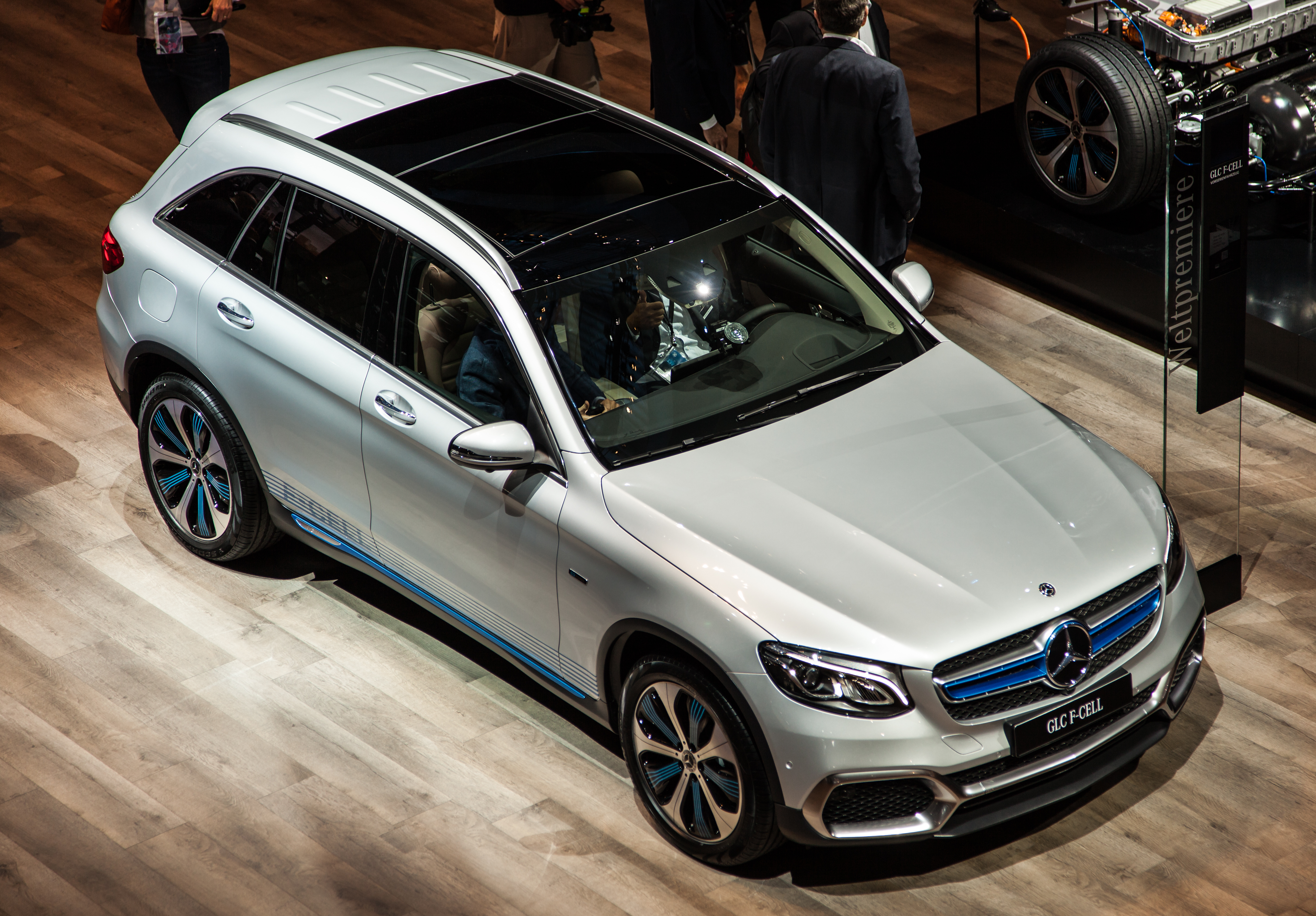
Mercedes-Benz GLC F-Cell auf der IAA 2017

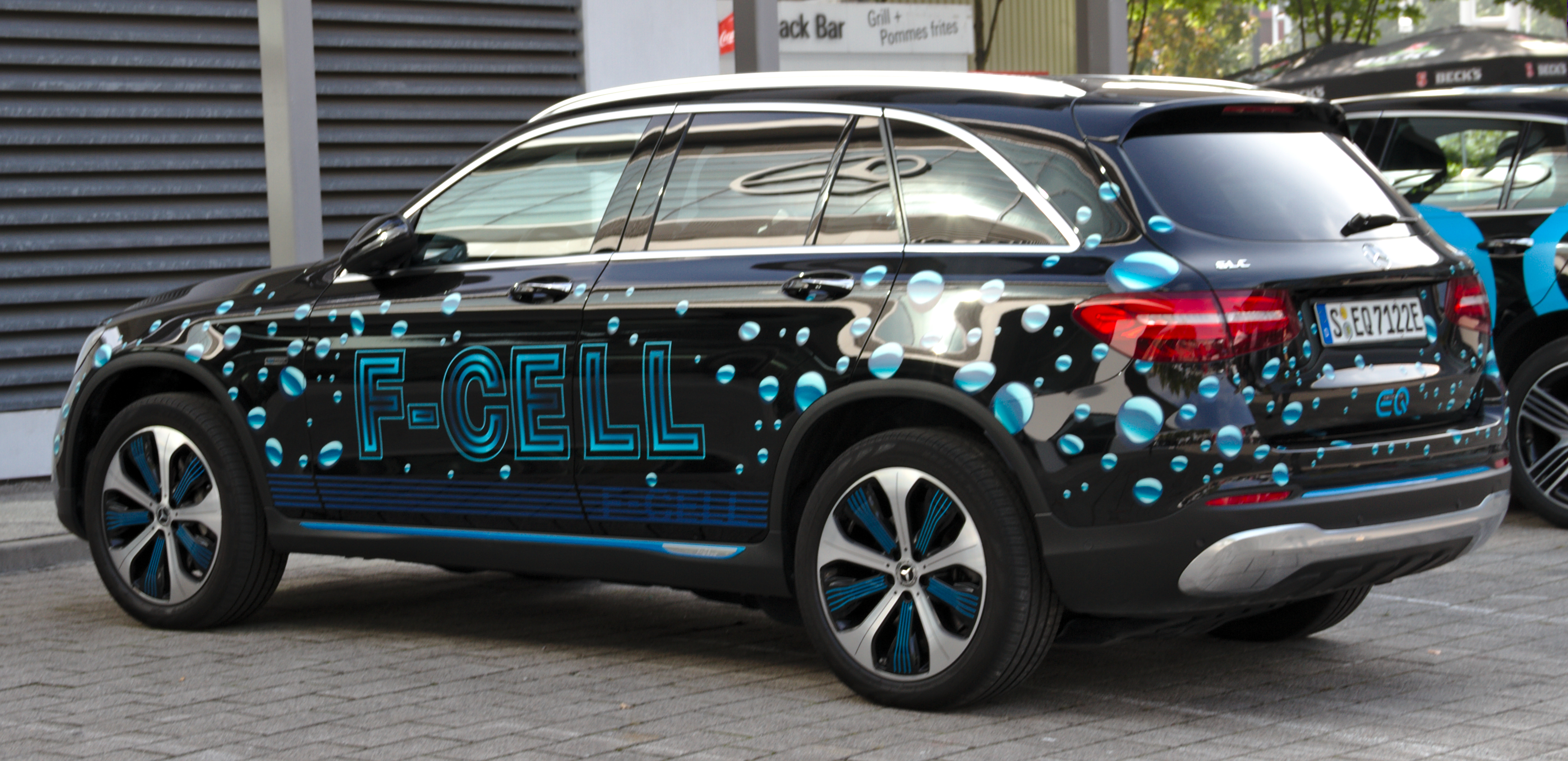
Heckansicht

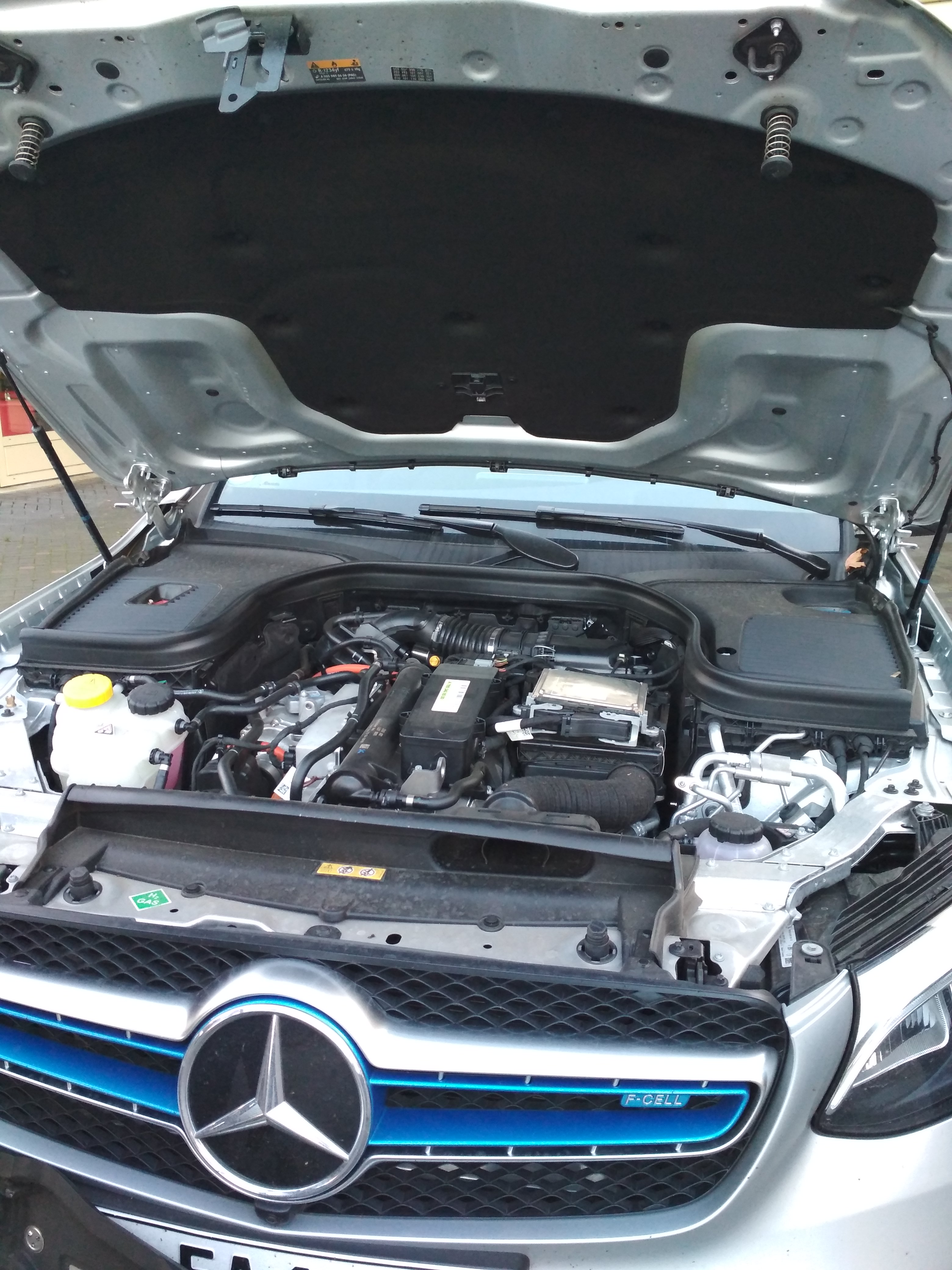
Motorraum mit Brennstoffzelle

Im Rahmen der IAA 2017 wurde ein Vorserienmodell des GLC F-Cell vorgestellt und erste technische Daten veröffentlicht. Der Elektromotor (Asynchronmaschine) mit einer Leistung von 147 kW (200 PS) liefert ein Nenndrehmoment von 350 Nm und treibt die Hinterachse an. Die elektronisch begrenzte Höchstgeschwindigkeit des Fahrzeugs liegt bei 160 km/h. Die elektrische Energie für den Antrieb kann sowohl von einer Lithium-Ionen-Batterie mit einer Nettoenergieinhalt von 9,3 kWh (brutto 13,8 kWh), als auch von der Brennstoffzelle bereitgestellt werden. Mittels Batterie kann eine rein elektrische Reichweite von 49 km (nach NEFZ) erzielt werden. Die Batterie ist über ein On-Board-Ladegerät mit einer maximalen Leistung von 7,2 kW wiederaufladbar (Plug-in-Technologie) und dient während des Fahrens in allen Fahrmodi auch der Rekuperation. Beim GLC F-Cell handelt es sich um das erste Brennstoffzellenfahrzeug, dessen elektrischer Energiespeicher extern geladen werden kann. Batterie und Brennstoffzelle bilden eine Symbiose, wobei die Batterie hinsichtlich Dynamik und die Brennstoffzelle hinsichtlich gleichmäßigem Betrieb ihre jeweiligen Stärken beisteuert. Ferner werden durch die relativ große Batterie die Brennstoffzellen-Lebensdauer beeinträchtigende „Leistungsspitzen“ beim Beschleunigen vermieden und angesichts der geringen Anzahl an Wasserstofftankstellen Reichweite und Nutzungsmöglichkeiten erweitert.
Als Energiespeicher für den benötigten Wasserstoff dienen zwei karbonfaserummantelte Tanks mit einem Fassungsvermögen von insgesamt 4,4 kg Wasserstoff. Der gasförmige Wasserstoff wird wie bereits bei der B-Klasse F-Cell mit einem Druck von 700 bar gespeichert, was eine Betankungszeit von ca. 3 min für 437 km Reichweite mit Wasserstoff ermöglicht (ohne Berücksichtigung der zusätzliche Reichweite durch die Batterie, gesamt 486 km). Der erste Drucktank befindet sich im Mitteltunnel des Fahrzeugs, der zweite unter der Rücksitzbank. Das Brennstoffzellensystem ist im Vergleich zum Vorgänger deutlich kompakter, sodass es vollständig im Motorraum untergebracht werden konnte. Es handelt sich um eine sogenannte Polymerelektrolytbrennstoffzelle (PEM). Im Vergleich zu früheren PEM-Brennstoffzellsystemen konnten 90 % Platin, 25 % Gewicht und 30 % Bauraum eingespart werden, was den Serieneinsatz wirtschaftlicher macht. Die Kombination der beiden Energiespeicher hebt das Leergewicht auf 2130 kg an. Das Kofferraumvolumen beträgt 500–1600 l.
Das Brennstoffzellsystem des GLC F-Cell weist eine technische Besonderheit auf, denn erstmals wird ein elektrischer Turbolader statt eines Schraubenkompressors für die Versorgung der Brennstoffzelle mit Luft verwendet. So kann erstmals die Abwärme der Brennstoffzelle zum Antrieb der Turbine mitgenutzt werden, was die Effizienz des Systems um rund 15 % erhöht. Eine Besonderheit ist dabei die Lagerung der Lader-Welle durch einen Luftspalt: So kann eine Verschmutzung der Brennstoffzelle mit Kohlenwasserstoffen aus der Schmierung herkömmlicher Wälz- oder Gleitlager vermieden werden.
Der GLC F-Cell war als Serienmodell (interne Bezeichnung N 253) ab November 2018 im Leasing erhältlich. Im Jahr 2018 wurden in der Bundesrepublik Deutschland 51 GLC F-Cell neu zugelassen.
Am 21. April 2020 wurde bekannt, dass die Produktion des F-Cell eingestellt wird und keine weiteren Fahrzeuge auf der Basis der Brennstoffzelle geplant sind. Mercedes geht davon aus, dass die Brennstoffzelle eine Zukunft hat in LKW und Bussen, jedoch nicht in PKW.

### Ottomotoren
| Kenngrößen                                  | GLC 200 4MATIC                                    | GLC 250 4MATIC                    | GLC 300 4MATIC                    | GLC 300 4MATIC                                    | Mercedes-AMG GLC 43 4MATIC        | Mercedes-AMG GLC 43 4MATIC         | Mercedes-AMG GLC 63 4MATIC+                             | Mercedes-AMG GLC 63 S 4MATIC+                           |
| Bauzeitraum                                 | 05/2019–07/2022                                   | 06/2015–05/2019                   | 10/2016–05/2019                   | 05/2019–07/2022                                   | 06/2016–05/2019                   | 07/2019–07/2022                    | 04/2017–07/2022                                         | 04/2017–07/2022                                         |
| Motorbezeichnung *                          | M 264 E20 DEH LA                                  | M 274 DE 20 AL                    | M 274 DE 20 AL                    | M 264 E20 DEH LA                                  | M 276 DE 30 AL                    | M 276 DE 30 AL                     | M 177 DE 40 AL                                          | M 177 DE 40 AL                                          |
| Motortyp                                    | R4-Ottomotor + Elektromotor                       | R4-Ottomotor                      | R4-Ottomotor                      | R4-Ottomotor + Elektromotor                       | V6-Ottomotor                      | V6-Ottomotor                       | V8-Ottomotor                                            | V8-Ottomotor                                            |
| Gemischaufbereitung                         | Direkteinspritzung                                | Direkteinspritzung                | Direkteinspritzung                | Direkteinspritzung                                | Direkteinspritzung                | Direkteinspritzung                 | Direkteinspritzung                                      | Direkteinspritzung                                      |
| Motoraufladung                              | Turbolader                                        | Turbolader                        | Turbolader                        | Turbolader                                        | Biturbo                           | Biturbo                            | Biturbo                                                 | Biturbo                                                 |
| Hubraum                                     | 1991 cm³                                          | 1991 cm³                          | 1991 cm³                          | 1991 cm³                                          | 2996 cm³                          | 2996 cm³                           | 3982 cm³                                                | 3982 cm³                                                |
| max. Leistung                               | 145 kW (197 PS) + 10 kW (14 PS) bei 5500–6100/min | 155 kW (211 PS) bei 5500/min      | 180 kW (245 PS) bei 5500/min      | 190 kW (258 PS) + 10 kW (14 PS) bei 5800–6100/min | 270 kW (367 PS) bei 5500–6000/min | 287 kW (390 PS) bei 5500–6000/min  | 350 kW (476 PS) bei 5500–6250/min                       | 375 kW (510 PS) bei 5500–6250/min                       |
| max. Drehmoment                             | 320 Nm bei 1650–4000/min                          | 350 Nm bei 1200–4000/min          | 370 Nm bei 1300–4000/min          | 370 Nm bei 1800–4000/min                          | 520 Nm bei 2500–4500/min          | 520 Nm bei 2500–4500/min           | 650 Nm bei 1750–4500/min                                | 700 Nm bei 1750–4500/min                                |
| Kraftübertragung                            |                                                   |                                   |                                   |                                                   |                                   |                                    |                                                         |                                                         |
| Antrieb, serienmäßig                        | Allradantrieb                                     | Allradantrieb                     | Allradantrieb                     | Allradantrieb                                     | Allradantrieb                     | Allradantrieb                      | Allradantrieb                                           | Allradantrieb                                           |
| Getriebe, serienmäßig                       | Neunstufen-Automatik (9G-Tronic)                  | Neunstufen-Automatik (9G-Tronic)  | Neunstufen-Automatik (9G-Tronic)  | Neunstufen-Automatik (9G-Tronic)                  | Neunstufen-Automatik (9G-Tronic)  | AMG SPEEDSHIFT MCT 9-Gang-Getriebe | AMG SPEEDSHIFT MCT 9-Gang-Getriebe                      | AMG SPEEDSHIFT MCT 9-Gang-Getriebe                      |
| Messwerte                                   |                                                   |                                   |                                   |                                                   |                                   |                                    |                                                         |                                                         |
| Höchstgeschwindigkeit                       | 215 km/h                                          | 222 km/h                          | 236 km/h                          | 240 km/h                                          | 250 km/h**                        | 250 km/h**                         | 250 km/h** (mit AMG Driver’s Package: 270 km/h)**       | 250 km/h** (mit AMG Driver’s Package: 280 km/h)**       |
| Beschleunigung, 0–100 km/h                  | 7,9 s                                             | 7,3 s                             | 6,5 s                             | 6,2 s                                             | 4,9 s                             | 4,9 s                              | 4,0 s                                                   | 3,8 s                                                   |
| Kraftstoffverbrauch auf 100 km (kombiniert) | 7,1–7,4 l Super                                   | 6,5–7,1 l Super                   | 7,2–7,7 l Super Plus              | 7,1–7,4 l Super                                   | 8,3–8,7 l Super Plus              | 10,2–10,6 l Super Plus             | 10,3–10,7 l Super Plus                                  | 10,7 l Super Plus                                       |
| CO2-Emission (kombiniert)                   | 161–169 g/km                                      | 152–166 g/km                      | 163–174 g/km                      | 162–169 g/km                                      | 189–199 g/km                      | 234–242 g/km                       | 234–244 g/km                                            | 244 g/km                                                |
| Abgasnorm nach EU-Klassifikation            | Euro 6d-TEMP (ab 07/2020: Euro 6d)                | Euro 6 (ab 07/2018: Euro 6d-TEMP) | Euro 6 (ab 07/2018: Euro 6d-TEMP) | Euro 6d-TEMP (ab 07/2020: Euro 6d)                | Euro 6 (ab 07/2018: Euro 6d-TEMP) | Euro 6d-TEMP (ab 07/2020: Euro 6d) | Euro 6 (ab 07/2018: Euro 6d-TEMP) (ab 07/2020: Euro 6d) | Euro 6 (ab 07/2018: Euro 6d-TEMP) (ab 07/2020: Euro 6d) |

### Plug-in-Hybrid
Der Plug-in-Hybrid GLC 350 e 4MATIC verfügt über eine in das Getriebegehäuse integrierte E-Maschine mit einer Maximalleistung von 85 kW (116 PS) und einem Drehmoment von 340 Nm. Im Zusammenspiel mit dem Vierzylinder-Benzinmotor M 274 DEH 20 LA ergibt sich eine Systemleistung von 235 kW (320 PS) und ein Systemdrehmoment von 560 Nm. Nach NEFZ kann eine rein elektrische Reichweite von 34 km erreicht werden. Da Nebenaggregate wie die Wasserpumpe, die Vakuumpumpe, die Lenkhilfepumpe und der Klimakompressor elektrifiziert wurden, entfällt der konventionelle Riementrieb. Der Generator entfällt ebenfalls, das 12-V-Bordnetz wird über einen DC/DC-Wandler aus dem Hochspannungsbordnetz gespeist. Hinter der Hinterachse ist die ca. 120 kg schwere Lithium-Ionen-Batterie mit 8,7 kWh Energieinhalt untergebracht, wodurch sich das Kofferraumvolumen bei aufrechter Fondlehne von 550 auf 395 l verringert. Es handelt sich um einen aus 120 in Serie verschalteten Zellen (22 Ah, 3,3 V) bestehenden Lithium-Eisenphosphat-Akkumulator mit einer Nennspannung von 396 V. Insgesamt ist der GLC 350 e 4MATIC 215 kg schwerer als der vergleichbare GLC 250 4MATIC. Zur optischen Differenzierung gegenüber den anderen Motorisierungen erhält der GLC 350 e 4MATIC blaue Akzentrinnen in den Scheinwerfern, blau lackierte Bremssättel vorne und eine PLUG-IN HYBRID-Plakette an den Kotflügeln.
Mit dem Modelljahr 2020 und der Modellpflege wurde der GLC 300 e 4MATIC auf der IAA 2019 vorgestellt. Der Elektromotor leistet nun bis 90 kW (120 PS) bei 440 Nm, die Batterie bietet 13,5 kWh an Kapazität, womit 43 km WLTP-Reichweite möglich sind. Der Onbord-Lader bietet bis 7,4 kW AC auf 2 Phasen. Das Getriebe wechselte auf eine 9G-Tronic, der Ottomotor blieb beim M 274.
| Kenngrößen                                  | GLC 350 e 4MATIC                  | GLC 300 e 4MATIC                   | GLC 300 de 4MATIC              |
| Bauzeitraum                                 | 06/2016–08/2018                   | 11/2019–07/2022                    | 05/2020–07/2022                |
| Motorbezeichnung *                          | M 274 DE 20 AL                    | M 274 DE 20 AL                     | OM 654 DE 20 SCR               |
| Motortyp                                    | R4-Ottomotor + Elektromotor       | R4-Ottomotor + Elektromotor        | R4-Dieselmotor + Elektromotor  |
| Gemischaufbereitung                         | Direkteinspritzung                | Direkteinspritzung                 | Common-Rail-Direkteinspritzung |
| Motoraufladung                              | Turbolader                        | Turbolader                         | Turbolader                     |
| Hubraum                                     | 1991 cm³                          | 1991 cm³                           | 1950 cm³                       |
| max. Leistung Verbrennungsmotor             | 155 kW (211 PS) bei 5500/min      | 155 kW (211 PS) bei 5500/min       | 143 kW (194 PS)                |
| max. Drehmoment Verbrennungsmotor           | 350 Nm bei 1200–4000/min          | 350 Nm bei 1200–4000/min           | 400 Nm bei 1600–2800/min       |
| max. Leistung Elektromotor                  | 85 kW (116 PS) bei 0–2000/min     | 90 kW (122 PS)                     | 90 kW (122 PS)                 |
| max. Drehmoment Elektromotor                | 340 Nm                            | 440 Nm                             | 440 Nm                         |
| Systemleistung                              | 235 kW (320 PS)                   | 235 kW (320 PS)                    | 225 kW (306 PS)                |
| Systemdrehmoment                            | 560 Nm bei 1200/min               | 700 Nm                             | 700 Nm                         |
| Kraftübertragung                            |                                   |                                    |                                |
| Antrieb, serienmäßig                        | Allradantrieb                     | Allradantrieb                      | Allradantrieb                  |
| Getriebe, serienmäßig                       | 7-Gang-Automatik (7G-Tronic Plus) | 9-Gang-Automatik (9G-Tronic)       | 9-Gang-Automatik (9G-Tronic)   |
| Messwerte                                   |                                   |                                    |                                |
| Höchstgeschwindigkeit                       | 235 km/h                          | 230 km/h                           | 230 km/h                       |
| Beschleunigung, 0–100 km/h                  | 5,9 s                             | 5,7 s                              | 6,2 s                          |
| Kraftstoffverbrauch auf 100 km (kombiniert) | 2,5 l Super                       | 2,2–2,5 l Super                    | 1,9–2,0 l Diesel               |
| CO2-Emission (kombiniert)                   | 59 g/km                           | 50–58 g/km                         | 45–51 g/km                     |
| Batteriekapazität (Brutto)                  | 6,4 kWh                           | 13,5 kWh                           | 13,5 kWh                       |
| elektrische Reichweite                      | 34 km                             | 41 km                              | 51 km                          |
| Abgasnorm nach EU-Klassifikation            | Euro 6                            | Euro 6d-TEMP (ab 07/2020: Euro 6d) | Euro 6d                        |

### Dieselmotoren
| Kenngrößen                                  | GLC 200 d 4MATIC                  | GLC 220 d 4MATIC                 | GLC 220 d 4MATIC                  | GLC 250 d 4MATIC                 | GLC 300 d 4MATIC                 | GLC 350 d 4MATIC                 | GLC 400 d 4MATIC                  |
| Bauzeitraum                                 | 04/2019–07/2022                   | 04/2019–07/2022                  | 06/2015–04/2019                   | 06/2015–04/2019                  | 05/2019–07/2022                  | 10/2016–05/2018                  | 07/2019–07/2022                   |
| Motorbezeichnung *                          | OM 654 DE 20 SCR                  | OM 654 DE 20 SCR                 | OM 651 DE 22 LA                   | OM 651 DE 22 LA                  | OM 654 DE 20 SCR                 | OM 642 LS DE 30 LA               | OM 656 D 29 SCR                   |
| Motortyp                                    | R4-Dieselmotor                    | R4-Dieselmotor                   | R4-Dieselmotor                    | R4-Dieselmotor                   | R4-Dieselmotor                   | V6-Dieselmotor                   | R6-Dieselmotor                    |
| Gemischaufbereitung                         | Common-Rail-Direkteinspritzung    | Common-Rail-Direkteinspritzung   | Common-Rail-Direkteinspritzung    | Common-Rail-Direkteinspritzung   | Common-Rail-Direkteinspritzung   | Common-Rail-Direkteinspritzung   | Common-Rail-Direkteinspritzung    |
| Motoraufladung                              | Turbolader                        | Turbolader                       | Biturbo                           | Biturbo                          | Biturbo                          | Turbolader                       | Biturbo                           |
| Hubraum                                     | 1950 cm³                          | 1950 cm³                         | 2143 cm³                          | 2143 cm³                         | 1950 cm³                         | 2987 cm³                         | 2925 cm³                          |
| max. Leistung                               | 120 kW (163 PS) bei 3200–4600/min | 143 kW (194 PS) bei 3800/min     | 125 kW (170 PS) bei 3000–4200/min | 150 kW (204 PS) bei 3800/min     | 180 kW (245 PS) bei 4200/min     | 190 kW (258 PS) bei 3400/min     | 243 kW (330 PS) bei 3600–4000/min |
| max. Drehmoment                             | 360 Nm bei 1600–3000/min          | 400 Nm bei 1600–2800/min         | 400 Nm bei 1400–2800/min          | 500 Nm bei 1600–1800/min         | 500 Nm bei 1600–2400/min         | 620 Nm bei 1600–2400/min         | 700 Nm bei 1200–3200/min          |
| Kraftübertragung                            |                                   |                                  |                                   |                                  |                                  |                                  |                                   |
| Antrieb, serienmäßig                        | Allradantrieb                     | Allradantrieb                    | Allradantrieb                     | Allradantrieb                    | Allradantrieb                    | Allradantrieb                    | Allradantrieb                     |
| Getriebe, serienmäßig                       | Neunstufen-Automatik (9G-Tronic)  | Neunstufen-Automatik (9G-Tronic) | Neunstufen-Automatik (9G-Tronic)  | Neunstufen-Automatik (9G-Tronic) | Neunstufen-Automatik (9G-Tronic) | Neunstufen-Automatik (9G-Tronic) | Neunstufen-Automatik (9G-Tronic)  |
| Messwerte                                   |                                   |                                  |                                   |                                  |                                  |                                  |                                   |
| Höchstgeschwindigkeit                       | 205 km/h                          | 215 km/h                         | 210 km/h                          | 222 km/h                         | 231 km/h                         | 238 km/h                         | 240 km/h                          |
| Beschleunigung, 0–100 km/h                  | 8,9 s                             | 7,9 s                            | 8,3 s                             | 7,6 s                            | 6,5 s                            | 6,2 s                            | 5,1 s                             |
| Kraftstoffverbrauch auf 100 km (kombiniert) | 5,2–5,4 l Diesel                  | 5,2–5,4 l Diesel                 | 5,0–5,5 l Diesel                  | 5,0–5,5 l Diesel                 | 5,7–5,9 l Diesel                 | 5,9–6,2 l Diesel                 | 6,4–6,7 l Diesel                  |
| CO2-Emission (kombiniert)                   | 137–144 g/km                      | 137–144 g/km                     | 129–143 g/km                      | 129–143 g/km                     | 151–157 g/km                     | 159–169 g/km                     | 168–176 g/km                      |
| Abgasnorm nach EU-Klassifikation            | Euro 6d                           | Euro 6d                          | Euro 6                            | Euro 6                           | Euro 6d                          | Euro 6                           | Euro 6d                           |

* Die Motorbezeichnung ist wie folgt verschlüsselt:
M = Motor (Otto), OM = Ölmotor (Diesel), Baureihe = 3-stellig, D und DE = Direkteinspritzung, LS = Leistungssteigerung, Hubraum = Deziliter (gerundet), DEH = Direkteinspritzung Homogen, A = Abgasturbolader, L = Ladeluftkühlung, LA = wie AL, 
SCR = Art der Abgasnachbehandlung
** Elektronisch abgeregelt

## Produktion
Der GLC wird hauptsächlich im Mercedes-Benz Werk Bremen und in Peking hergestellt. Aufgrund der hohen Nachfrage wurde der GLC ab Anfang 2017 zusätzlich vom finnischen Auftragsfertiger Valmet Automotive produziert. Valmet Automotive soll jährlich 50.000 Einheiten liefern. Ab dem vierten Quartal 2018 wurde der GLC auch im Werk Pune (Indien) gefertigt und von dort in die USA geliefert, nachdem zuvor der US-amerikanische Markt durch das Werk Bremen bedient wurde.